# Abelisauroidea

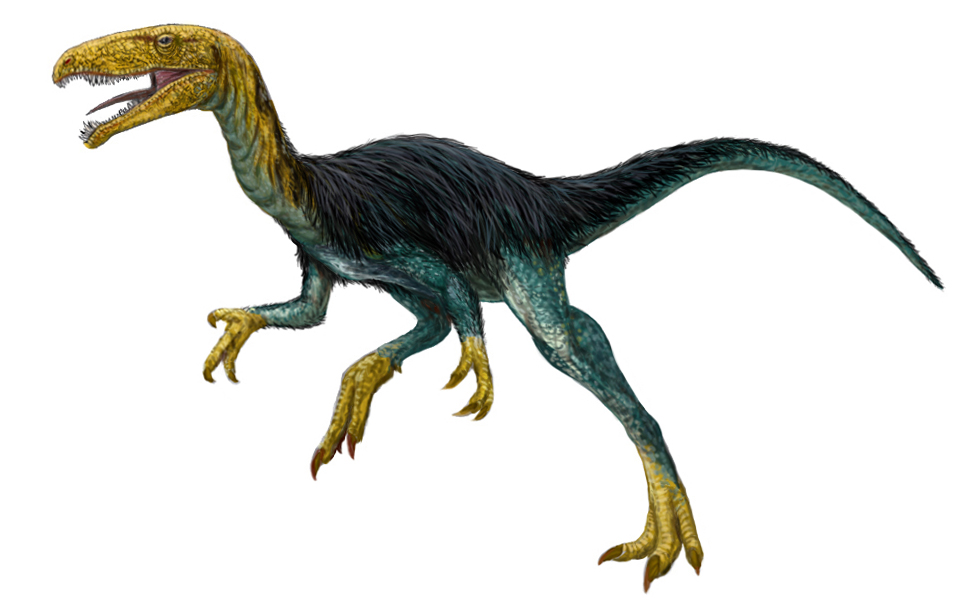
Velocisaurus, ein Vertreter der Noasauridae (Rekonstruktion basiert größtenteils auf Masiakasaurus und Noasaurus)

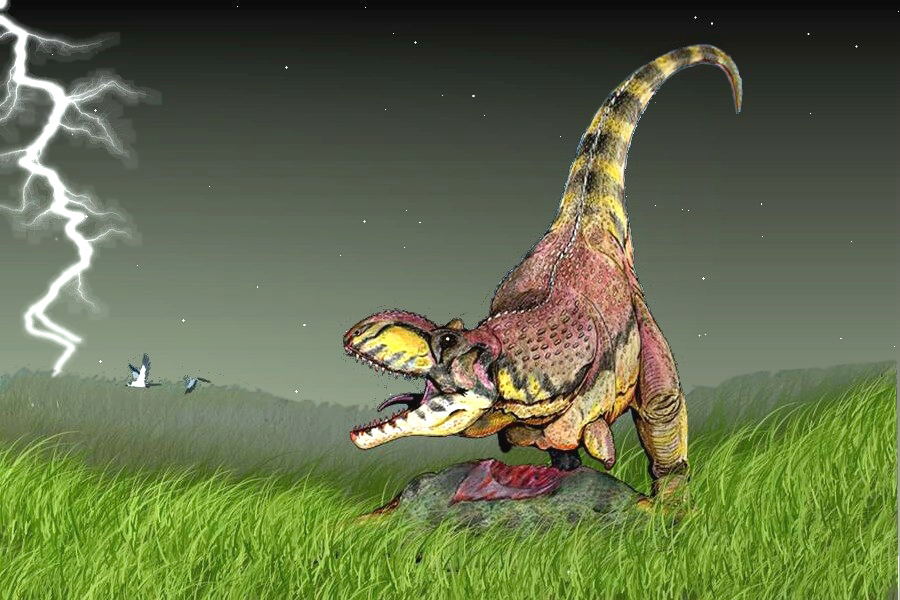
Rajasaurus, ein Vertreter der Abelisauridae

Die Abelisauroidea sind ein Untertaxon der Ceratosauria innerhalb der theropoden Dinosaurier (Theropoda). Sie kommen vom frühen Mitteljura (Aalenium) bis zum Ende des Mesozoikums (Maastrichtium) vor.
Die Abelisauroiden gliedern sich in zwei Hauptgruppen: die Noasauridae und die Abelisauridae. Daneben umfassen sie noch einige basale (ursprüngliche) Gattungen. Als ältester sicherer Vertreter der Abelisauroiden gilt Eoabelisaurus aus dem frühen Mitteljura Argentiniens. Der bisweilen ebenfalls als Abelisauroide klassifizierte Berberosaurus aus dem Unterjura (Pliensbachium) von Marokko könnte auch ein sehr basaler Vertreter der Ceratosauria sein und außerhalb der Abelisauroidea stehen.
Die Abelisauroiden sind insbesondere in der Kreide der Südkontinente (Gondwana) weit verbreitet und waren dort wichtige Faunenelemente der terrestrischen Ökosysteme. Speziell die Abelisauridae weisen hinsichtlich ihres Körperbaus deutliche Parallelen zu den in der Kreide der Nordkontinente weit verbreiteten Tyrannosauroiden auf, beispielsweise Riesenwuchs, stark verkürzte Vordergliedmaßen sowie einen kräftig ausgebildeten, anteroposterior ausgerichteten Fortsatz am distalen Ende des Schambeins (engl. „pubic foot“), und besetzten offenbar auf den Südkontinenten stellvertretend deren ökologische Nische als Spitzenprädatoren. Die Noasauridae, sind hingegen ursprünglicher gebaut. Sie sind eher klein, vergleichsweise grazil und besitzen relativ lange Vordergliedmaßen. Abelisauroiden sind auf den Nordkontinenten bisher fast ausschließlich aus der Kreide Frankreichs bekannt (Genusaurus, Arcovenator, Tarascosaurus).
Die Abelisauroiden waren eine bis zum Ende der Kreidezeit erfolgreiche Gruppe, fielen dann aber, gemeinsam mit vielen anderen mesozoischen Lebensformen, dem Massenaussterben an der Kreide-Tertiär-Grenze zum Opfer.

## Systematik
Welche Ceratosauria-Gattungen bei den Abelisauroiden einzuordnen sind und welche nicht, darüber herrscht in einigen Fällen Uneinigkeit. So werden beispielsweise Berberosaurus aus dem Unterjura Marokkos und der im Oberjura Nordamerikas und Afrikas vorkommende Elaphrosaurus nicht von allen Autoren bzw. nur in einigen Arbeiten als Abelisauroiden gelistet. Dies hat teilweise bedeutende Auswirkungen auf die Paläobiogeographie und die stratigraphische Reichweite der Gruppe. So verlängert eine Anerkennung von Berberosaurus als Abelisauroiden die stratigraphische Reichweite der Gruppe in den frühen Jura, und eine Anerkennung von Elaphrosaurus erweitert die geographische Reichweite der Gruppe auf Nordamerika. Die folgende Liste richtet sich nach Carrano & Sampson (2008), ergänzt um nachfolgend beschriebene Taxa (siehe entspr. Einzelnachweise). Taxa, die mit einem Sternchen gekennzeichnet sind, sind nur von fragmentarisch überliefertem Material her bekannt:
- Abelisauroidea
  - Austrocheirus*.[9]
  - Compsosuchus*
  - Jubbulpuria*
  - Ligabueino*
  - „Ornithomimoides“ barasimlensis*
  - Tarascosaurus*
  - Noasauridae
    - Berthasaura[10]
    - Genusaurus
    - Laevisuchus
    - Masiakasaurus
    - Noasaurus
    - Velocisaurus

  - Abelisauridae
    - Abelisaurus
    - Arcovenator*[11]
    - Aucasaurus
    - Carnotaurus
    - Coeluroides*
    - Dryptosauroides*
    - Ekrixinatosaurus
    - Eoabelisaurus[6]
    - Guemesia[12]
    - Ilokelesia
    - Indosaurus
    - Indosuchus*
    - Kryptops*[13]
    - Lametasaurus*
    - Majungasaurus
    - Ornithomimoides mobilis*
    - Pycnonemosaurus*
    - Quilmesaurus*
    - Rahiolisaurus[14]
    - Rajasaurus
    - Rugops
    - Skorpiovenator[15]
    -  ? Vitakridrinda*[16]
    - Xenotarsosaurus*